# Jason Padgett
Jason Padgett (Estados Unidos, 1972) é um matemático estadunidense que tornou-se notório por ser um dos raros casos registrados da Síndrome de Savant Adquirida
Ele vê números em fractais e é a única pessoa do mundo capaz de desenhar essas formas, que são altamente abstratas, à mão. Por conta disso, Padgett vem sendo chamado por alguns de um gênio da matemática, de proporções sem precedentes.

## História
Padgett era um vendedor de móveis na cidade de Tacoma, Washington, que tinha muito pouco interesse em termos acadêmicos, e não tinha progredido além da pré-álgebra em seus estudos de matemática.
Em 2002, dois homens agrediram Padgett em um karaoke de bar, deixando-o com uma concussão grave e transtorno de estresse pós-traumático, que o fez desenvolver uma capacidade de visualizar objetos matemáticos complexos e conceitos intuitivos da física. Desta forma, no dia seguinte ao acidente, quando acordou, ele só conseguia ver complicadas fórmulas matemáticas. Para onde quer que olhasse, ele compreendia matematicamente os fenômenos à sua volta. Quando passava as fórmulas para as folhas, em vez de escrever, ele desenhava lindíssimas estruturas chamadas fractais.
Padgett desenvolveu uma capacidade de desenhos matemáticos surpreendentes. Ele começou a desenhar círculos feitos de triângulos sobrepostos, o que o ajudou a entender o conceito de pi, a razão da circunferência de um círculo e seu diâmetro. Desde então, Padget trabalha como um artista que ilustra as complexas formas geométricas que vê a seu redor. Um dia, um físico o viu fazendo esses desenhos em um shopping, e incitou-o a prosseguir a formação matemática.
A partir desse momento, Padgett passou a ser objeto de várias pesquisas. Quando os neurologistas estudaram o seu cérebro perceberam que uma parte tinha ficado danificada para sempre (devido aos pontapés). Para compensar essa parte danificada, o próprio cérebro estava a usar mais outras partes do cérebro que raramente se usam. Por coincidência, uma das partes ativadas do cérebro tinha feito dele um gênio matemático. A conclusão destas pesquisas sugerem que ele teve uma Síndrome de Savant Adquirida, em que uma pessoa normal desenvolve habilidades prodigiosas depois de uma lesão grave ou doença. Outras pessoas têm desenvolvido notáveis habilidades musicais ou artísticas, mas poucas pessoas têm adquirido habilidades matemáticas como Padgett. Ele também parece ter adquirido sinestesia, que é um fenômeno em que um sentido se mistura ao outro, o que lhe permite perceber fórmulas matemáticas como figuras geométricas.
Em 2014, foi lançado o livro de memórias “Struck by Genius: How a Brain Injury Made Me a Mathematical Marvel” (Atingido por um gênio: Como uma lesão cerebral me transformou em uma maravilha da Matemática) em que Jason conta sua história. Em setembro deste mesmo ano, segundo informações da revista americana "The Hollywood Reporter", este livro receberá uma adaptação cinematográfica, ainda sem previsão de lançamento.

## Livros
- 2014 - “Struck by Genius: How a Brain Injury Made Me a Mathematical Marvel” (editora "Houghton Mifflin Harcourt"[8])

## Citações em Livros
- Divine Fury: A History of Genius, de Darrin M. McMahon, e
- Old Masters and Young Geniuses: The Two Life Cycles of Artistic Creativity